# أندرو بريدج (كرة سلة)
أندرو بريدج (بالإنجليزية: Andrew Bridge) مواليد 5 أكتوبر 1979 في إنجلترا، هو لاعب كرة سلة إنجليزي بدأ مسيرته الاحترافية في سنة 2000 يلعب مع فريق نيوكاسل إيجلز في دوري كرة السلة البريطاني ويحمل الرقم 6.